# Ђоакино да Фјоре
Ђоакино да Фјоре (Челико, Калабрија, 1135 - Сан Мартино ди Ђове, Пијемонт, 30. март 1202) био је италијански свештеник, теолог и проповедник.

## Биографија
За Ђоакина да Фјореа може се слободно рећи да је био и остао највећи духовни инспиратор и подстрекач многих „јеретичких схватања“ и понашања, јер су многи у њему и његовим придикама, порукама и сермонима нашли ослонац за своја уверења.
Као веома млад, ишао је на ходочашће у Јерусалим, а по повратку је ушао у цистерцитски ред. Изабрао је манастир Самбуцина у близини места Луци. У том манастиру почиње да пише своја откровења. Након неколико година рукоположен је за свештеника у манастиру Корацо, где ће нешто касније постати опат. 
Немирног духа, 1191. године оснива своју конгрегацију (заједницу) или ред, и назива га „congregazione florense“. Папа Ћелестин III (1191—1198) посебном булом 1196. године одобрио је овај његов рад.
У својим делима Слагање двају завета и Коментару Апокалипсе учи да је свет, након што је био под владавином Оца (Стари Завет, период породице), затим Сина (Нови Завет, доба вере и свештеника), доспео до владавине Духа (време калуђера, ослобођено доктринарних и моралних проекупација). То "вечно Јеванђеље" је имало великог утицаја на касније миленаризме и од 13. века на "покрете сиромашних", нарочито на покрет "духовњака".
Ђоакино де Фјоре написао је и више дела пророчког карактера, али и о нужности катарзе у самој римокатоличкој цркви оптерећеној бројним теолошким застаревањима, нечасним појавама. Зато није ни чудно да су постхумно сва његова дела окарактерисана као јеретичка и забрањена на Четвртом латеранском сабору 1215. године, у време моћног папе Иноћентија III.
Иако је умро 1202. године, његове мисли освојиле су масе „јеретика“ који су тражили сиромашну, искрену, солидарну и поштенију цркву и клер. Био је веома утицајан, а и Данте је био одушевљен њиме.